# Colonia Máximo de la Cruz
Colonia Máximo de la Cruz är en ort i Mexiko, tillhörande La Paz kommun i delstaten Mexiko. Colonia Máximo de la Cruz ligger i den centrala delen av landet och tillhör Mexico Citys storstadsområde. Orten hade 429 invånare vid folkmätningen 2010.